# Léon Pétré
Léon Pétré (Sint-Truiden, 1943) is een Belgisch trompettist en docent.

## Levensloop
Pétré begon zijn muzikale carrière als kind met het bespelen van de viool, omdat zijn ouders liever hadden dat hij, net als zijn broers, viool studeerde. Hij kwam door een van zijn oudere broers in aanraking met de trompet, waarop hij zichzelf leerde spelen. Enkele jaren later haalde hij zijn ouders ertoe over om hem toch trompetlessen te laten volgen.
Hij begon zijn trompetstudies bij Emile Swijsen. Na een korte omweg via medische studies vond hij zijn weg terug naar het Koninklijk Conservatorium in Brussel, waar hij studeerde onder Julien van Netelbosch. Hier toonde hij ook belangstelling voor de natuurtrompet.
Na zijn studies te hebben afgesloten, kreeg hij de uitnodiging om verder te studeren met Emile Maes aan het Antwerpse Conservatorium.
Professioneel was hij actief bij Luikse Radio Orkest en deFilharmonie uit Antwerpen, echter nooit in een vastbenoemde positie. Na enkele jaren nam hij een docentpositie aan in het Leuvense Lemmensinstituut en besloot toen bewust om deze fulltime positie nooit te combineren met een fulltime orkestbenoeming.
Dit nam echter niet weg dat hij vaak als freelancer aan het werk ging bij verscheidene ensembles en orkesten. Hierbij speelde hij regelmatig in het "populaire" circuit op bals en feesten. Hij was 25 jaar actief bij het Xenakis Ensemble en speelde baroktrompet met Michael Laird en Edward Tarr.
Hierbij gaf hij regelmatig masterclasses in verschillende typen trompet.
In 1989 richtte hij de Brassband Haspengouw op, die onder zijn leiding opereerde, en die in 2009 een nationale titel verwierf in de eerste afdeling open reeks.
Hij was tot zijn pensioen 2009 hoofddocent trompet aan het Lemmensinstituut, zowel op symfonisch gebied als in de militaire traditie.

## Samenwerkingen
- Xenakis Ensemble
- deFilharmonie
- Frascati Symphonic onder leiding van Kris Stroobants
- Brassband Haspengouw
- Koninklijke Fanfare Sint Cecilia